# Shelfordina hispidensata
Shelfordina hispidensata är en kackerlacksart som beskrevs av Roth, L. M. 1999. Shelfordina hispidensata ingår i släktet Shelfordina och familjen småkackerlackor. Inga underarter finns listade i Catalogue of Life.